# Alberto Cecchi (giornalista)
Alberto Cecchi (Roma, 11 ottobre 1895 – Roma, 18 novembre 1933) è stato un giornalista, commediografo e critico teatrale e cinematografico italiano.

## Biografia
La sua attività giornalistica inizia nel 1920 scrivendo elzeviri pubblicati nella terza pagina del periodico romano L'Idea Nazionale, organo dell'Associazione Nazionalista Italiana. Prosegue poi l'attività, come critico teatrale, dal 1925 sino alla sua prematura scomparsa, a soli trentotto anni, nel 1933, con il quotidiano fascista Il Tevere, fondato e diretto da Telesio Interlandi,  segnalandosi per gli acuti giudizi che sa dare nei confronti di importanti e complessi autori del suo tempo quali Bernard Shaw e Luigi Pirandello, ancora non pienamente compresi dalla generalità dei critici.
Negli stessi anni pubblica il piccolo volume Cinque poemetti di Alberto Cecchi a Clemenza, una raccolta di poemetti in prosa edita nel 1928.
Interessato al cinema, si occupa di critica cinematografica: dal 1929 al '30 cura la rubrica Cinelandia nel periodico settimanale L'Italia Letteraria, pubblicando circa cinquanta recensioni su film di registi quali Dreyer, Murnau, Vidor, Blasetti e altri.
Come commediografo, nel 1929 pubblica La stella sul pozzo, una delle tante cosiddette commedie del silenzio. Nel 1935, frutto del suo vivo interesse per la cultura francese, esce postumo Il teatro francese con una prefazione di Silvio D'Amico, seguito nel 1943 da La parete di cristallo a cura di Enrico Falqui, entrambi saggi teatrali.